# Platicèfal
Platicèfal (del grec platys, ample, i kephalé,  cap) vol dir que el crani és de poca alçada, mirant-lo frontalment, entre la mandíbula superior i la part superior del front. Els cranis platicèfals presenten un eixamplament lateral.
Quan el crani presenta una platicefàlia (o crani baix) per enfonsament de la base de l'occipital es parla de Platibàsia (del grec platys, ample, i basia, de base i del basi), distingint-se de la platicefàlia per no presentar l'eixamplament lateral característic dels platicèfals.